# Фигье, Жюльетт
Жюльетт Фигье, урождённая Бускарен (Juliette Figuier; 4 февраля 1827, Монпелье — 6 декабря 1879, Париж) — французская писательница и драматург. Известна также под псевдонимом Клэр Сенар.

## Биография и творчество
Жюльетт Бускарен родилась в 1827 году в Монпелье. Её родителями были Жан Бускарен и Софи Камбон. Она также приходилась внучатой племянницей политическому деятелю Пьеру Жозефу Камбону. В 1848 году Жюльетт Бускарен вышла замуж за писателя и популяризатора науки Луи Фигье. В 1850 году у них родился сын Жорж, впоследствии умерший в семнадцатилетнем возрасте.
В 1858 году Жюльетт Фигье опубликовала в Revue des Deux Mondes, под псевдонимом Клэр Сенар, свой первый роман «Mos de Lavène». Он имел большой успех, и впоследствии Жюльетт печаталась под своим настоящим именем. В числе её прочих романов — «Les soeurs de lait», «Le Gardien de la Camargue», «Scènes et souvenirs du Bas-Languedoc», «L’Italie d’après nature». Жюльетт Фигье также писала пьесы, в том числе комедии («La vie brûlée», «Les Pelotons de Clairette», «La Fraise») и драмы («L’enfant», «Le presbytère» и др.). Действие её произведений обычно происходит на юге Франции, а персонажи временами изъясняются на местном диалекте: возможно, в этом сказалось влияние Фредерика Мистраля, способствовавшего развитию региональной литературы. В 1859 году Фигье была принята во французское Общество литераторов (Société des gens de lettres).
Жюльетт Фигье умерла 6 декабря 1879 года в Париже и была похоронена на кладбище Пер-Лашез.